# Pomodnice
Pomodnice su riječi koje označavaju neku pomodnu pojavu, brzo se šire i prihvaćaju, ali i brzo zastarijevaju te postaju dio pasivnog leksika.

## Primjeri pomodnica
- bitlsica, montgomeri, tarzanica, lenonice, selfie, hoodica
- panker, metalac, šminker, bekemica, dredovi